# الكنيسة الكاثوليكية في كرواتيا
الكنيسة الكاثوليكية في كرواتيا ( (بالكرواتية: Katolička crkva u Hrvatskoj)‏ هي جزء من الكنيسة الكاثوليكية العالمية التي تخضع للقيادة الروحية للبابا . تتم إدارة الكنيسة اللاتينية في كرواتيا من قبل مؤتمر الأساقفة الكرواتيين المتمركز في زغرب ، وتضم خمس أبرشيات و13 أبرشية وواحدة عسكرية عادية . الكاردينال يوسيب بوزانيتش هو رئيس أساقفة زغرب الفخري.
قدر التعداد الكرواتي عام 2011 أن هناك 3.7 مليون كاثوليكي لاتيني معمد وحوالي 20.000 كاثوليكي شرقي معمد من الكنيسة الكاثوليكية اليونانية في كرواتيا وصربيا يقطنون كرواتيا، يشكلون 86.3% من سكان البلاد. اعتبارًا من 2017 كان الحضور الأسبوعي للكنيسة مرتفعًا نسبيا أظهر التعداد السكاني الكرواتي لعام 2021 أن 91% من سكان البلاد هم رومان كاثوليك و3.3% هم أرثوذكس صرب يتبعون للكنيسة الصربية الأرثوذكسية.  مقارنة بالدول الكاثوليكية الأخرى في أوروبا، حيث بلغ حوالي 27٪.
يقع الحرم الوطني لكرواتيا في ماريا بيستريتسا، بينما راعي البلاد هو القديس يوسف منذ أن أعلنه البرلمان الكرواتي عام 1687.